# Władimir Kokowcow
Władimir Nikołajewicz Kokowcow, ros. Владимир Николаеич Коковцов; (ur. 6 kwietnia?/18 kwietnia 1853 w Nowogrodzie Wielkim, zm. 29 stycznia 1943 w Paryżu) – działacz państwowy i  polityk Imperium Rosyjskiego, w latach 1911–1914 premier i minister finansów w okresie panowania Mikołaja II. 
Pochodził z rodziny magnatów ziemskich, mających swoje majątki w guberni nowogrodzkiej. Ukończył liceum aleksandrowskie w 1872, po czym pracował w Ministerstwie Sprawiedliwości (1873–1879), Głównym Zarządzie Służby Więziennej Ministerstwa Spraw Wewnętrznych (1879–1890) i w Kancelarii Państwa (1890–1896). Od 1896 zastępca ministra finansów Siergieja Witte. W latach 1902–1904 sekretarz państwowy. Od lutego 1904 do stycznia 1914, z przerwą od października 1905 do kwietnia 1906 minister finansów. Razem z Siergiejem Witte wynegocjował z rządem Francji pożyczkę w 1906. W latach 1905–1906 przewodniczył komisji opracowującej kodeks pracy. Prace zakończyły się niepowodzeniem. Uważał za główne zadanie resortu finansów opracowywanie budżetu państwa bez deficytu. Po zabójstwie premiera Piotra Stołypina od września 1911 do stycznia 1914 przewodniczący Rady Ministrów. W polityce zagranicznej optował za zbliżeniem stosunków Rosji z Francją i łagodzeniem zadrażnień z Cesarstwem Niemieckim. W polityce wewnętrznej stronnik polityki Stołypina. Nie był przychylny carskiej monarchii, miał konflikty z Dumą. Odnosił się negatywnie do Rasputina. Jesienią 1913 po powrocie z podróży do Niemiec przestrzegał cara, że wojna zakończy się katastrofą. 30 stycznia 1914 zdymisjonowany.
W czasie I wojny światowej bankier. Od 1917 członek Rosyjskiej Rady ds. Handlu Zagranicznego.
Od listopada 1918 emigrant. Osiadł we Francji, gdzie zmarł. Pochowany na cmentarzu prawosławnym w Sainte-Geneviève-des-Bois. 
Autor książki: Z mojej przeszłości. Wspomnienia 1903–1919.